# Полуметаллический ферромагнетик
Полуметаллический ферромагнетик (англ. half-metal) — в спинтронике материал, который обладает ненулевой электрической проводимостью при нулевой температуре только для электронов с определенным направлением спина в то время как для электронов с противоположной ориентацией спина существует запрещённая зона. Впервые о новом классе ферромагнетиков по результатам численного расчёта зонной структуры Mn-содержащих сплавов Гейслера сообщили в статье. Название соответствует термину предложенному в статье, но встречается и название спиновый полуметалл, и, иногда, половинный металл.

## Общие сведения
Полуметаллические ферромагнетики характеризуются тем, что на уровне Ферми разрешённые состояния существуют только для электронов с определенным направлением спина. Для противоположного направления спина они являются диэлектриками или полупроводниками. Теоретически, считается возможным получить антиферромагнитные полуметаллы, в которых компенсация магнитных моментов будет происходить в кристаллографически разных узлах кристаллической решётки. Они могут служить спиновыми поляризаторами, однако на практике 100%-ая поляризация не достигается из-за рассеяния носителей тока. Одно из наибольших достигнутых на практике значений было равно 98,4 % в CrO2.

## Примеры
- NiMnSb[5]
- Sr0,2FeMoO6
- CrO2[6]
- Co2MnSi[7]
- (La0.7Sr0.3)MnO3, манганиты лантана, так же представляющие интерес, благодаря колоссальному магнетосопротивлению, согласно некоторым статьям являются полуметаллическими ферромагнетиками[8], в то время как другие эксперименты указывают на обычный ферромагнетик с аномально малой проводимостью в одном из спиновых каналов.[9]